# アンドレイ・イヴァン
アンドレイ・ヴィルジル・イヴァン（Andrei Virgil Ivan、1997年1月4日 - ）は、ルーマニアのモレニ出身のサッカー選手。ポジションはフォワード。

## 来歴
2013年12月30日、当時リーガ2に所属していたCSUクラヨーヴァに加入し、リーガ1昇格に貢献した。2014年8月2日のステアウア・ブカレスト戦でリーガ1デビューを飾った。CSUクラヨーヴァでは公式戦101試合19得点の成績を残した。
2017年7月17日、ロシアのクラスノダールに5年契約で移籍した。CSUクラヨーヴァは移籍金として400万ユーロと将来の移籍金の25%を受け取ると報じられた。同年8月20日、プレミアリーグのロストフ戦に途中出場し、移籍後初出場を果たした。

## 代表歴
2015年11月にイタリア代表との親善試合でルーマニア代表デビューを飾った。